# 真宗学
真宗学（しんしゅうがく）は、浄土真宗の宗祖とされる親鸞の思想を研究対象とし、その内容を明らかにしていく学問。仏教学の一分野。金子大榮は『真宗学序説』において「是からの真宗学というものは親鸞聖人の著述を研究するのは真宗学ではなくして、親鸞聖人の学び方を学ぶのが真宗学である。」と、近代以降における真宗学のあり方について述べている。

## 浄土真宗の教義の概要
主な教義。

### 他力本願の思想
他力本願、及びそれを妨げる自力の問題は、浄土真宗では常に大きな論争のテーマとなる。
- 江戸時代の三大法論の一つ、承応の鬩牆では学林の最高権威である能化・西吟の教えの中に禅的、自力的な要素があると宗団内部から批判された。結果的に学林側の勝利に帰す。
- 同じく江戸時代の三大法論の一つ、三業惑乱では学林側(能化功存やその後継者智洞)が越前に広がる無帰命安心（十劫安心説）の間違いを糺明する過程で三業安心説（三業帰命説）を強調するあまり、道隠、大瀛ら在野の学僧から自力的であると厳しく批判される。これは流血の紛争に発展し、ついに寺社奉行が乗り出す事態になり、智洞らの学林の説を間違いであると裁定を受けるに至る。

### 二種深信
二種深信は中国浄土教を広めた善道の説いた教えである。自力/他力の思想と密接不可分であり、浄土宗、浄土真宗では非常に重視される。
善導は次のように説いている。二部に分けて紹介する。
第一は「機の深心」と言われる部分である。
 「深心」といふはすなはちこれ深く信ずる心なり。また二種あり。一つには決定（けつじょう）して深く、自身は現にこれ罪悪生死の凡夫、曠劫（こうごう）よりこのかたつねに没しつねに流転し、出離の縁あることなしと信ず。--善導『観経疏』より「散善義」 

第二は「法の深心」である。救いがたい自分を必ず阿弥陀如来が救ってくれるという確信である。
 二つには決定して深く、かの阿弥陀仏の四十八願は衆生を摂受（しょうじゅ）したまふこと、疑いなく慮(おもんばか)りなくかの願力に乗じてさだめて往生を得と信ず。--善導『観経疏』より「散善義」 
古来、異安心(宗祖親鸞と異なる信仰)といわれるものの多くは、二種深信の理解の仕方から生じている。

### 悪人正機
悪人正機を参照。

### 二種回向
二種回向を参照。

## 真宗学の研究と教育
江戸時代になると、東西本願寺がそれぞれ学寮や学林を設け、学生を寄宿させて真宗学を学ばせた。西本願寺の学寮の学長に当たる能化は宗門の教学の最高権威として力を持ったが、三業惑乱により権威を喪い、能化職は廃止される。
一方、地方においては越中国氷見の伸尺堂や浦山（黒部市）の空華廬などあるいは広島城下に慧雲の設けた甘露社などの私塾が全国的に勃興し、その実力は三業惑乱に見られるように、学林を凌ぐ力を持った。（三業惑乱で能化・智洞に一歩も引けを取らず、論戦した大瀛は広島甘露社の出身、また同じく河内国道隠は空華廬の出身である。）
明治維新以降になると、東西本願寺は学寮、学林に西洋式の大学制度を取り入れ、現在の龍谷大学や大谷大学に至っている。
一方で、たとえば清沢満之の浩々洞のように多くの人材を輩出した私塾もあった。

## 参考資料
- 浄土真宗教学伝道研究センター 編 『浄土真宗聖典』七祖篇（註釈版）、本願寺出版社、1996年。

金子大榮『眞宗學序説』文献書院、1923年1月。